# Ígor Kashkarov
Ígor Kashkarov (Unión Soviética, 5 de mayo de 1933) fue un atleta soviético, especializado en la prueba de salto de altura en la que llegó a ser medallista de bronce olímpico en 1956.

## Carrera deportiva
En los JJ. OO. de Melbourne 1956 ganó la medalla de bronce en el salto de altura, con un salto de 2,08 metros, quedando en el podio tras el estadounidense Charles Dumas que con 2,12 batió el récord olímpico, y el australiano Chilla Porter (plata).